# Kanton Brussel
Kanton Brussel is een kanton in het Brussels Hoofdstedelijk Gewest en het Arrondissement Brussel-Hoofdstad in België. Het is de bestuurslaag boven die van de desbetreffende gemeenten, tevens is het een gerechtelijk niveau waarbinnen één vredegerecht georganiseerd wordt dat bevoegd is voor de deelnemende gemeenten. Beide types kanton beslaan niet noodzakelijk hetzelfde territorium.

## Gerechtelijke kantons Brussel
Brussel bestaat uit 6 gerechtelijke kantons die elk een vredegerecht inrichten en gelegen zijn in het gerechtelijk arrondissement Brussel.
- Brussel 1: Gelegen op het Poelaertplein 3 en bevoegd voor het gedeelte van het grondgebied van de stad Brussel begrensd door de middellijnen van Maurice Lemonnierlaan, Fontainasplein, Anspachlaan, Kiekenmarkt, Grasmarkt, Bergstraat, de Berlaimontlaan, Collegialestraat, Wilde Woudstraat, Treurenberg, Jonkerstraat, Koloniënstraat, Houtmarkt, Kantersteen, Keizerslaan, Hoogstraat en de scheidingslijn tussen de stad Brussel en de gemeente Sint-Gillis.

- Brussel 2: Gelegen op het Poelaertplein 3 en bevoegd voor het gedeelte van het grondgebied van de stad Brussel begrensd door de middellijnen van Hoogstraat, Keizerslaan, Kantersteen, Houtmarkt, Koloniënstraat, Jonkerstraat, Treurenberg, Wetstraat, Regentlaan, de scheidingslijn tussen de stad Brussel en de gemeente Elsene, het gehele grondgebied van de stad Brussel gelegen ten zuidoosten van het Louizaplein, de scheidingslijn tussen de stad Brussel en de gemeente Sint-Gillis tot de middellijn van de Hoogstraat.

- Brussel 3: Gelegen in de Ernest Allardstraat 40 en bevoegd voor het gedeelte van het grondgebied van de stad Brussel begrensd door de middellijnen van het Saincteletteplein, Sainctelettesquare, IJzerplein, en de lijn die de Antwerpselaan van de Boudewijnlaan scheidt tot de middellijn van de Adolphe Maxlaan, de middellijn van Adolphe Maxlaan, het De Brouckèreplein, Anspachlaan, Maurice Lemonnierlaan tot de grens van de stad Brussel.

- Brussel 4: Gelegen in de Ernest Allardstraat 40 en bevoegd voor het gedeelte van het grondgebied van de stad Brussel begrensd door de middellijnen van Anspachlaan, De Brouckèreplein, Adolphe Maxlaan, de scheidingslijn tussen de stad Brussel en de gemeente Sint-Joost-ten-Node, de scheidingslijn tussen de stad Brussel en de gemeente Schaarbeek, de scheidingslijn tussen de stad Brussel en de gemeente Etterbeek, de scheidingslijn tussen de stad Brussel en de gemeente Elsene, en de middellijnen van de Regentlaan, de Wetstraat, van het gedeelte van de Koningstraat tot aan Treurenberg, Treurenberg, Wilde Woudstraat, Collegialestraat, de Berlaimontlaan, Bergstraat, Grasmarkt en Kiekenmarkt.

- Brussel 5: Gelegen in de Fransmanstraat 89 en bevoegd voor het gedeelte van het grondgebied van de stad Brussel begrensd ten oosten door de middellijn van het Saincteletteplein, de Willebroekse vaart, de van Praetbrug, de Jules van Praetlaan en de Meiselaan.

- Brussel 6: Gelegen in de Heembeeksestraat 2 en bevoegd voor het gedeelte van het grondgebied van de stad Brussel begrensd ten westen door de middellijn van het Saincteletteplein, de Willebroekse vaart, de van Praetbrug, de Jules van Praetlaan en de Meiselaan, ten zuiden door de middellijn van het Saincteletteplein, Sainctelettesquare, IJzerplein en door de lijn die de scheiding vormt tussen de Antwerpselaan en de Boudewijnlaan.